# Lemme de Fatou
En mathématiques, plus précisément en analyse, le lemme de Fatou est un résultat important dans la théorie de l'intégration de Lebesgue. Il a été démontré par le mathématicien français Pierre Fatou (1878-1929). Ce lemme stipule que l'intégrale d'une limite inférieure de fonctions mesurables positives est inférieure à la limite inférieure de leurs intégrales.
Il est en général présenté dans une suite de trois résultats : d'abord le théorème de convergence monotone, qui sert ensuite à démontrer le lemme de Fatou, puis celui-ci est utilisé pour démontrer le théorème de convergence dominée.
Ce lemme porte parfois le nom de « théorème de Fatou-Lebesgue »[réf. nécessaire].

## Énoncé
Soit {\displaystyle (E,{\mathcal {A}},\mu )} un espace mesuré. Pour toute suite {\displaystyle (f_{n})_{n\in \mathbb {N} }} de fonctions mesurables sur {\displaystyle E} à valeurs dans [0, +∞], la limite inférieure de la suite est mesurable et l'on a :
L'égalité n'est en général pas vérifiée.

## Exemples

### Cas d'inégalité stricte
L'exemple suivant montre que l'égalité n'est pas vérifiée en général. Considérons la suite {\displaystyle (f_{n})_{n\in \mathbb {N} }} sur {\displaystyle E:=[0,2]} muni de la mesure de Lebesgue, telle que {\displaystyle f_{2n}=\mathbf {1} _{[0,1]}} et {\displaystyle f_{2n+1}=\mathbf {1} _{]1,2]}}. Alors {\displaystyle g_{p}(x)=\inf _{n\geq p}f_{n}(x)=0} pour tout {\displaystyle p}, donc {\displaystyle \lim _{p}\int _{[0,2]}g_{p}~\mathrm {d} x=0}, tandis que {\displaystyle \int _{[0,2]}f_{n}~\mathrm {d} x=1} pour tout {\displaystyle n}.

### L'hypothèse de positivité
Appliquer le lemme de Fatou pour des fonctions non positives requiert en général des hypothèses supplémentaires, comme le montre l'exemple suivant. Pour tout entier {\displaystyle n\geq 1}, notons {\displaystyle f_{n}=-1_{[n,2n]}/n} ; la suite {\displaystyle (f_{n})_{n\geq 1}} converge uniformément sur {\displaystyle \mathbb {R} } vers la fonction nulle (d'intégrale 0) alors que chaque {\displaystyle f_{n}} a pour intégrale −1, ce qui est contraire à la conclusion du lemme de Fatou. Le problème vient du fait que la suite {\displaystyle (f_{n})_{n\geq 1}} n'est pas minorée par une fonction intégrable.

### Indicatrices
En appliquant le lemme de Fatou au cas où chaque fn est l'indicatrice d'une partie mesurable An de E, on obtient :
où la limite inférieure de gauche est la limite inférieure de la suite d'ensembles.
Remarquons toutefois que l'on peut obtenir ce résultat directement, sans avoir recours au lemme de Fatou. En effet, par croissance de la suite {\displaystyle (\cap _{n\geq N}A_{n})_{N}}, on a